# Gabsheim
Gabsheim ist eine Ortsgemeinde im Landkreis Alzey-Worms in Rheinland-Pfalz. Sie gehört der Verbandsgemeinde Wörrstadt an.

## Geographie

### Geographische Lage
Die nächste Stadt ist Wörrstadt in rund 5 km westlicher Entfernung, die Kreisstadt Alzey liegt rund 15 km südwestlich. Die 30 km entfernte Landeshauptstadt Mainz kann über die Bundesautobahn 63 erreicht werden. Als Weinbaugemeinde liegt Gabsheim im größten Weinbaugebiet Deutschlands und bildet gleichzeitig den geographischen Mittelpunkt von Rheinhessen.

### Nachbargemeinden
- Bechtolsheim
- Biebelnheim
- Schornsheim
- Undenheim
- Wörrstadt

## Geschichte
Die Gemarkung ist mindestens seit der Jungsteinzeit besiedelt. Aus dieser Epoche stammen die ältesten archäologischen Funde. Auch aus der Bronze- und Eisenzeit liegen Funde vor. Die Zeugnisse aus römischer Zeit sind zahlreich. Auch mehrere Landgüter (villae rusticae) sind bekannt.
Die Quellen zum Mittelalter in Gabsheim setzen mit Funden aus fränkischen Reihengräberfeldern an.
Im Kopialbuch des Lorscher Codex ist Gabsheim mit zehn Urkunden erwähnt (Nr. 1309, 1439–47). Die älteste erhaltene schriftliche Erwähnung stammt vom 5. Mai 767 und nennt einen Stifter Giselbert.
Gabsheim hieß im Mittelalter Geispisheim (Geispitzheim); urkundlich belegt sind neben vielen anderen Schreibweisen auch Geisbodesheim (767), Gessbosheim (1184), Gespisheim (1211), Geispotsheim (1266), Geispesheim (1325) Gaubsheim (1588). Im regionalen Dialekt entwickelte sich der Ortsname mit der Zeit lautlich zu Gabsheim. Da der Ort vorwiegend katholisch ist, wird er mundartlich auch als Gottes Gabsem bezeichnet.
Der 1250 erwähnte „befestigte Platz in Geisbodesheim bei der Kirche“ lässt Rückschlüsse auf eine feste Wohnstatt oder eine kleine Burg zu, die der Stammsitz des Adelsgeschlechts derer von Geispitzheim gewesen ist. Ein Spross der Familie ist Eberhard Vetzer von Geispitzheim († 1520), mit einem prächtigen Grabmal in der Simultankirche Gau-Odernheim. Als Vasallen der Lehnsherren von Bolanden und vermehrt ab dem 14. Jahrhundert als Lehnsmannen der Grafen von Veldenz finden die Ritter von Geispitzheim (auch Ritter von Geisbodesheim genannt) Erwähnung als Burgmannen zu Odernheim am Glan (1190), auf der Moschellandsburg bei Obermoschel (1377, 1421, 1431), auf Burg Treuenfels bei Altenbamberg (1392), zu Armsheim (14. Jahrhundert) und im benachbarten Bechtolsheim (bis Anfang des 16. Jahrhunderts). Die Namensinschriften von neun erhaltenen Grabsteinen aus dem 14. und 15. Jahrhundert dokumentieren eindrücklich, dass die Ritter von Geispolzheim zu jener Zeit ihre Familien-Grablege bei der St. Alban-Kirche unweit ihres Gabsheimer Stammsitzes hatten.
Neben den Zeugnissen aus der gotischen Epoche sind aus der Barockzeit die Statue des Hl. Johann Nepomuk und die Statue des Guten Hirten aus der Werkstatt des Mainzer Barockbildhauers Martin Biterich bemerkenswert.
Im Zuge der Reunionspolitik beanspruchte König Ludwig XIV. von Frankreich im Januar 1688 die Oberherrschaft über Gabsheim wie in den Jahren zuvor schon über die Nachbarorte Bechtolsheim und Schornsheim. Als Rechtfertigung für die Annexion diente eine angebliche frühere Verbindung des Ortes zur Grafschaft Nassau-Ottweiler, die seit 1680 von Frankreich beansprucht wurde. Französische Reunionskammern erhoben in dieser Zeit Anspruch auf alle Orte, die in der Vergangenheit mit im Westfälischen und Nimweger Frieden zu Frankreich gekommenen Gebieten verbunden waren. Nach dem Pfälzischen Erbfolgekrieg musste Frankreich 1697 im Frieden von Rijswijk Gabsheim und alle anderen Reunionen außerhalb des Elsass an das Heilige Römische Reich zurückgeben.

## Politik

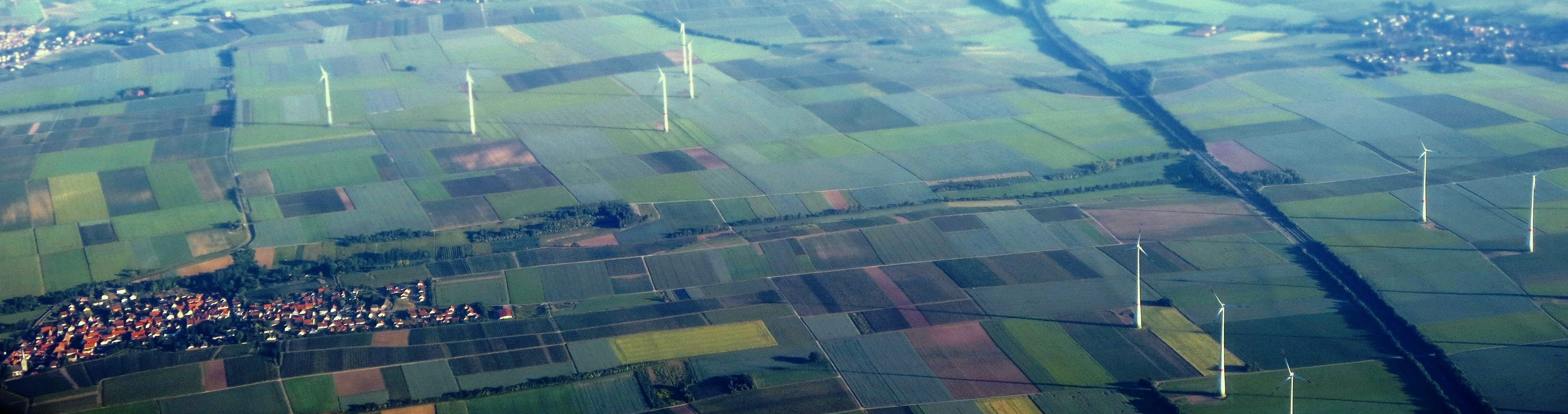
Luftbild von Gabsheim, rechts die A63 sowie Teile des Windparks Wörrstadt

### Gemeinderat
Der Gemeinderat in Gabsheim besteht aus zwölf Ratsmitgliedern, die bei der Kommunalwahl am 9. Juni 2024 in einer Mehrheitswahl gewählt wurden, und dem ehrenamtlichen Ortsbürgermeister als Vorsitzendem. Bis zur Wahl 2014 wurden die Ratsmitglieder in einer personalisierten Verhältniswahl gewählt.
Die Sitzverteilung im Gemeinderat:
| Wahl | SPD               | CDU               | FWG               | Gesamt   |
| ---- | ----------------- | ----------------- | ----------------- | -------- |
| 2024 | per Mehrheitswahl | per Mehrheitswahl | per Mehrheitswahl | 12 Sitze |
| 2019 | per Mehrheitswahl | per Mehrheitswahl | per Mehrheitswahl | 12 Sitze |
| 2014 | –                 | 7                 | 5                 | 12 Sitze |
| 2009 | 1                 | 8                 | 3                 | 12 Sitze |
| 2004 | 1                 | 7                 | 4                 | 12 Sitze |

- FWG = Freie Wählergruppe Gabsheim e. V.

### Ortsbürgermeister
Ortsbürgermeister ist Heribert Müller (CDU). Bei der Direktwahl am 26. Mai 2019 wurde er mit einem Stimmenanteil von 72,80 % in sein Amt gewählt und bei der Direktwahl am 9. Juni 2024 als einziger Bewerber mit 83,9 % für weitere fünf Jahre in seinem Amt bestätigt.
Müllers Vorgänger waren Christian Geier (CDU) und 2004 bis 2014 Hans Klaus Michel (CDU).

### Wappen
| Wappen von Gabsheim | Blasonierung: „Von Silber und Rot geteilt, oben drei blaue Lilien nebeneinander, unten ein liegendes silbernes Spatenblatt.“ |
| Wappen von Gabsheim | Wappenbegründung: Das abgebildete und beschriebene Wappen von Gabsheim geht auf ein bereits 1507 überliefertes Gerichtssiegel zurück. Während der Spaten vermutlich ein Ortszeichen darstellt, weisen die Lilien auf die Kämmerer von Dalberg, die Ortsherren bis zum Ende des 18. Jahrhunderts. Die Feldfarben Silber und Rot schließlich stellen einen Bezug zur ehemaligen Erzdiözese Mainz her. |

## Kulturdenkmäler
- St. Alban (Gabsheim)

## Söhne und Töchter des Ortes
- Conrad Grode (1766–1832), Gutsbesitzer und Landtagsabgeordneter
- Philipp Gisbert (1889–1985), Ehrenbürger, Kommunalpolitiker und Präsident der Handwerkskammer Darmstadt
- Johann Grode (1801–1883), Gutsbesitzer und Landtagsabgeordneter